# Leukozytendepletion
Unter der Leukozytendepletion (von altgriechisch λευκός leukós, deutsch ‚weiß‘, κύτος kýtos ‚Höhlung‘, ‚Gefäß‘, ‚Hülle‘ und lateinisch deplere ‚ausleeren‘) versteht man die Entfernung der Leukozyten aus Blutpräparaten vor der Transfusion.
Seit dem 1. Oktober 2001 werden in der Bundesrepublik Deutschland auf Anordnung des Paul-Ehrlich-Institutes als zuständige Bundesbehörde ausschließlich solche Vollblutpräparate, Erythrozytenkonzentrate und Thrombozytenkonzentrate in Verkehr gebracht, deren Leukozytengehalt weniger als 1.000.000 pro Einheit (Blutkonserve) beträgt. Die Leukozytenabreicherung ist vor der Lagerung der Vollblute, Erythrozytenkonzentrate und Thrombozytenkonzentrate mit einem geeigneten Verfahren durchzuführen.
Transfusionsbedingte Zwischenfälle können so weiter verringert werden. Leukozyten stehen außerdem im Verdacht, an der Übertragung der neuen Variante der Creutzfeldt-Jakob-Krankheit (nvCJD) beteiligt zu sein, so dass in diesem Fall eine Übertragung vermieden werden könnte.